# Vilanova de Escornalbou
Vilanova de Escornalbou (oficialmente en catalán Vilanova d'Escornalbou) es un municipio y localidad de la comarca catalana del Bajo Campo, en la provincia de Tarragona, España. Según datos de 2024 su población era de 610 habitantes.

## Geografía
Vilanova de Escornalbou está formado por dos núcleos o entidades de población: L'Arbocet, con 36 habitantes en 2009, y Vilanova de Escornalbou, con 523 habitantes en 2009.

## Historia
Desde su fundación formó parte de la baronía de Escornalbou. Participó de las actividades de la Comuna del Campo desde 1339.
La villa fue saqueada durante la Guerra de los Segadores, conflicto que afectó a su economía y del que no se recuperó hasta los inicios del siglo XVIII. Sus cosechas se vieron también diezmadas en 1687 debido a una plaga de langosta. Una nueva plaga, la de la filoxera, provocó en el siglo XIX un descenso de la población.

## Demografía
Cuenta con una población de 610 habitantes (INE 2024).
| Gráfica de evolución demográfica de Vilanova de Escornalbou entre 1842 y 2021 |
| |
| Población de derecho según los censos de población del INE Población de hecho según los censos de población del INEEntre el censo de 1857 y el anterior, crece el término del municipio porque incorpora a 435004 (Arboset) |

### Economía
La base económica del municipio es la agricultura. Los principales cultivos son los olivos, almendros y avellanos. Hay también granjas avícolas.
Aunque el término tiene minas de cobre, plata y plomo ninguna de ellas está en explotación.

## Administración y política
| Periodo   | Nombre                | Partido  |
| --------- | --------------------- | -------- |
| 1983-1987 | Francesc Dalmau Nolla | CiU      |
| 1987-1991 | Francesc Dalmau Nolla | CiU      |
| 1991-1995 | Francesc Dalmau Nolla | CiU      |
| 1995-1999 | Francesc Dalmau Nolla | CiU      |
| 1999-2003 | Francesc Dalmau Nolla | CiU      |
| 2003-2007 | Francesc Dalmau Nolla | CiU      |
| 2007-2011 | Sergi Ciurana Nicolau | PSOE-PSC |
| 2011-2015 | Sergi Ciurana Nicolau | PSOE-PSC |
| 2015-2019 | Sergi Ciurana Nicolau | ERC      |
| 2019-2023 | Sergi Ciurana Nicolau | ERC      |

## Cultura
No quedan rastros de las antiguas fortificaciones que rodearon la ciudad en la Edad Media, aunque el núcleo antiguo del pueblo sigue conservando su estructura medieval y pueden verse algunas casas con dovelas.
Destaca el edificio conocido como Cal Peirí del siglo XVII. Tiene adosada una torre cuadrada de defensa. Su puerta es adovelada y en ella puede verse el escudo familiar. En las afueras del pueblo se encuentra Mas Palomera, perteneciente también a la familia Peirí. Es un edificio del siglo XVIII realizado con piedra picada. Está presidido por el escudo de armas de la familia. La iglesia parroquial está dedicada a Juan el Bautista y es de escaso interés arquitectónico.
Celebra su fiesta mayor en el mes de agosto, coincidiendo con la festividad de San Agustín. La fiesta mayor de invierno se celebra en el mes de enero.